# Grecia en los Juegos Paralímpicos de Pyeongchang 2018
Grecia estuvo representada en los Juegos Paralímpicos de Pyeongchang 2018 por un deportista masculino. El equipo paralímpico griego no obtuvo ninguna medalla en estos Juegos.